# Gerald Mayr
Gerald Mayr ist ein deutscher Experte für Paläornithologie und Ornithologie.
Mayr wurde 1997 an der Humboldt-Universität Berlin promoviert („Coraciiforme“ und „piciforme“ Kleinvögel aus dem Mittel-Eozän der Grube Messel (Hessen, Deutschland)) und ist Kurator für Ornithologie am Forschungsinstitut Senckenberg, an dem er seit 1997 tätig ist.
Er befasste sich insbesondere mit der Vogelfauna des Paläogen und ist ein Experte für fossile Vögel aus der Grube Messel.
Zu seinen Erstbeschreibungen zählt der ausgestorbene Pseudozahnvogel Pelagornis chilensis aus Chile (mit David Rubilar), der im Miozän vor 5 bis 10 Millionen Jahren an der Küste Chiles lebte und unter allen fossilen Vögeln die bisher größte Flügelspannweite (17 Fuß, entsprechend über 5 m) hatte.
Er untersuchte auch mit Kollegen den elften Archaeopteryx-Fund (Thermopolis-Exemplar) und fand deutliche Hinweise auf eine Verwandtschaft zu Theropoden (wie Deinonychosauria oder Dromaeosauridae). Außerdem fehlte dem Fund auch ein deutliches Vogelmerkmal, das vorher bei den anderen Exemplaren übersehen wurde oder nicht so deutlich sichtbar war: die Hinterzehe ist nicht nach hinten gerichtet, sondern zur Seite gespreizt.

## Schriften
- Paleogene Fossile Birds, Springer Verlag 2009
- Die Vogelschar vor Fink und Star: Paläogene Vögel,  Biologie in unserer Zeit, Band 37, 2007, Heft 6, S. 376–382.
- mit Stefan Peters, Karin Böhm: Ausgestorbene und gefährdete Vögel in den Sammlungen des Forschungsinstitutes und Naturmuseums Senckenberg, Abhandlungen der Senckenbergischen Naturforschenden Gesellschaft 560, 2004

## Auszeichnungen
- 2013: Maria-Koepcke-Preis der Deutschen Ornithologen-Gesellschaft[5]